# Tólmides
Tólmides (Τολμίδης), hijo de Tolmeo, fue un estratego ateniense del siglo V a. C.
Era un demócrata radical partidario de Pericles que en 456-454 a. C., durante la primera guerra del Peloponeso, asumió el mando de una flota contra Esparta y sus aliados. Con 50 trirremes y 4000 hoplitas a bordo, circunnavegó la península del Peloponeso, se dirigió primero a Metone, en la costa occidental de Mesenia, y la tomó. Al acercarse los lacedemonios, levó anclas y se dirigió a Gitión, donde también logró tomar la ciudad e incendiar el arsenal naval. Se apoderó de Beas, una ciudad de los periecos, y de la isla de Citera. Al desembarcar en Sición, las tropas sicionias le presentaron batalla, las puso en fuga y devastó el territorio.
La isla de Zacinto fue sometida y las poblaciones de Cefalonia fueron obligadas a adherirse al imperio ateniense. Finalmente, Tólmides penetró con la flota en el golfo de Corinto y estableció una colonia de hilotas supervivientes del asedio de Itome, en Naupacto, y conquistó Calcis de Etolia, colonia corintia.
Esto constituía una amenaza mortal para Corinto, cuyas vías occidentales de comunicación, se hallaban de hecho bajo control ateniense.
Difícilmente se puede sobrestimar la importancia de la expedición naval de Tólmides. Atenas demostró por medio de ella hasta dónde se extendía su poderío marítimo, y es posible que entonces intentara dominar las vías de comunicación occidentales con Sicilia, que anteriormente habían estado controladas sobre todo por Corinto. 
En 455-454 a. C., fue estratego de una expedición contra Beocia. Guio a clerucos atenienses a las islas de Eubea y Naxos.
Mandó los ejércitos unidos de la confederación de Delos y de mil hoplitas atenienses, para ahogar una rebelión de los exiliados beocios en 447 a. C., que ocupaban Orcómeno, Queronea y algunas otras plazas de Beocia y que se adueñaron del poder estableciendo gobiernos oligárquicos. Tomó Queronea, la redujo a la esclavitud y, tras apostar una guarnición, regresó. Pero contra el consejo de Pericles, no esperó a los refuerzos y los exiliados beocios de Orcómeno, con la ayuda de los locros opuntios y de exiliados de Eubea, le atacaron en Coronea y cayó en la batalla de Coronea, en tanto que una gran parte de su ejército fue hecha prisionera por los beocios. Con su derrota, Atenas perdió la hegemonía sobre la Grecia central, ya que hubo de comprometerse en un tratado a evacuar toda Beocia. También Fócida y Lócrida se separaron de Atenas. 